# Faster May
May Parker, mest känd som Faster May, är en fiktiv figur i Marvel Comics och är faster till Spindelmannens alter ego, Peter Parker. Hon skapades av Stan Lee och Steve Ditko och dök upp första gången i Amazing Fantasy #15 (augusti 1962).

## Fiktiv biografi
May föddes i Brooklyn. Hon var i sin ungdom en mycket naiv flicka som höll på att falla för en småtjuv, men upptäckte snart sina känslor för sin skolkamrat Ben Parker och gifte sig med honom.
När föräldrarna till deras unga brorson, Peter Parker, dog tog de hand om honom som sin egen son i Queens. Efter Bens död blev Mays ekonomi ett stort problem och Peter gjorde allt för att hjälpa.
För att inte Mays liv och andra nära och kära ska utsättas för fara håller Peter sin identitet som Spindelmannen hemlig för allmänheten. Hon oroar sig alltid över bilderna Peter tar under brottsbekämpandet som Spindelmannen och anser att Spindelmannen är en brottsling. En gång var hon nära på att gifta om sig med en av Spindelmannens värsta fiender, Doktor Octopus. När Spindelmannen stoppade bröllopet försökte May att skjuta honom. När Green Goblin lyckades ta reda på Spindelmannens hemliga identitet svävade May i stor fara tills han slutligen blev besegrad.
Hennes övriga bakgrund varierar dock i de olika versionerna.